# Bahnstrecke Hronská Dúbrava–Banská Štiavnica
| Ein Dieseltriebwagen Reihe 812 im Bahnhof Banská Štiavnica |                      |                                  |                                  |
| Kursbuchstrecke (ZSSK): | 154                  |                                  |                                  |
| Streckenlänge: | 19,717 km            |                                  |                                  |
| Spurweite: | 1435 mm (Normalspur) |                                  |                                  |
| |                      |                                  |                                  |
| \| \| \| von Turčianske Teplice \| \| \| \| 0,000 \| Hronská Dúbrava \| Hronská Dúbrava \| \| \| 1,40 \| nach Zvolen \| nach Zvolen \| \| \| \| Hron \| \| \| \| 7,866 \| Kozelník \| Kozelník \| \| \| 12,688 \| Banská Belá zastávka \| Banská Belá zastávka \| \| \| 15,154 \| Banská Belá \| Banská Belá \| \| \| 17,571 \| Banský Studenec zastávka \| Banský Studenec zastávka \| \| \| 18,012 \| Tunnel Banská Štiavnica (1160 m) \| Tunnel Banská Štiavnica (1160 m) \| \| \| 19,717 \| Banská Štiavnica \| Banská Štiavnica \| |                      |                                  |                                  |
| Strecke |                      | von Turčianske Teplice           | von Turčianske Teplice           |
| Bahnhof | 0,000                | Hronská Dúbrava                  | Hronská Dúbrava                  |
| Abzweig geradeaus und nach links | 1,40                 | nach Zvolen                      | nach Zvolen                      |
| Brücke über Wasserlauf |                      | Hron                             | Hron                             |
| Haltepunkt / Haltestelle | 7,866                | Kozelník                         | Kozelník                         |
| Haltepunkt / Haltestelle | 12,688               | Banská Belá zastávka             | Banská Belá zastávka             |
| Bahnhof | 15,154               | Banská Belá                      | Banská Belá                      |
| Haltepunkt / Haltestelle | 17,571               | Banský Studenec zastávka         | Banský Studenec zastávka         |
| Tunnel | 18,012               | Tunnel Banská Štiavnica (1160 m) | Tunnel Banská Štiavnica (1160 m) |
| Kopfbahnhof Streckenende | 19,717               | Banská Štiavnica                 | Banská Štiavnica                 |

Die Bahnstrecke Hronská Dúbrava–Banská Štiavnica ist eine Nebenbahn in der Slowakei, die ursprünglich als Schmalspurbahn durch die Selmeczbánya keskenvágányu vasút erbaut und etrieben wurde. Sie verläuft in südlicher Richtung von Hron durch das Tal des Flusses Jasenica in die Stadt Banská Štiavnica.

## Geschichte
Der Vorgänger der heutigen Bahn war eine Schmalspurbahn in Meterspur, die als erste öffentliche Schmalspurbahn Ungarns im Jahr 1873 eröffnet wurde. Es dauerte anderthalb Stunden, das Ende der 20 km langen Strecke zu erreichen.
Der Bau der Normalspurstrecke begann im Jahr 1943, er wurde jedoch 1944 aufgrund des Ausbruchs des Slowakischen Nationalaufstandes unterbrochen. Nach der deutschen Okkupation und dem Frontenverlauf im Zweiten Weltkrieg konnte der Bau erst wieder im Jahr 1946 aufgenommen werden. Kurz nach der Machtübernahme der Kommunistischen Partei der Tschechoslowakei im Februar 1948 erhielt die Strecke den Namen Trať Mládeže (Strecke der Jugend).
Die gesamte Normalspurstrecke wurde am 29. Oktober 1949 eröffnet. Eine geplante Weiterführung zu den Gemeinden Pukanec und Hontianske Nemce kam nicht über das Planungsstadium hinaus.
Heute verkehren mehrere Nahverkehrszüge zu den Bahnhöfen Hronská Dúbrava und Zvolen.

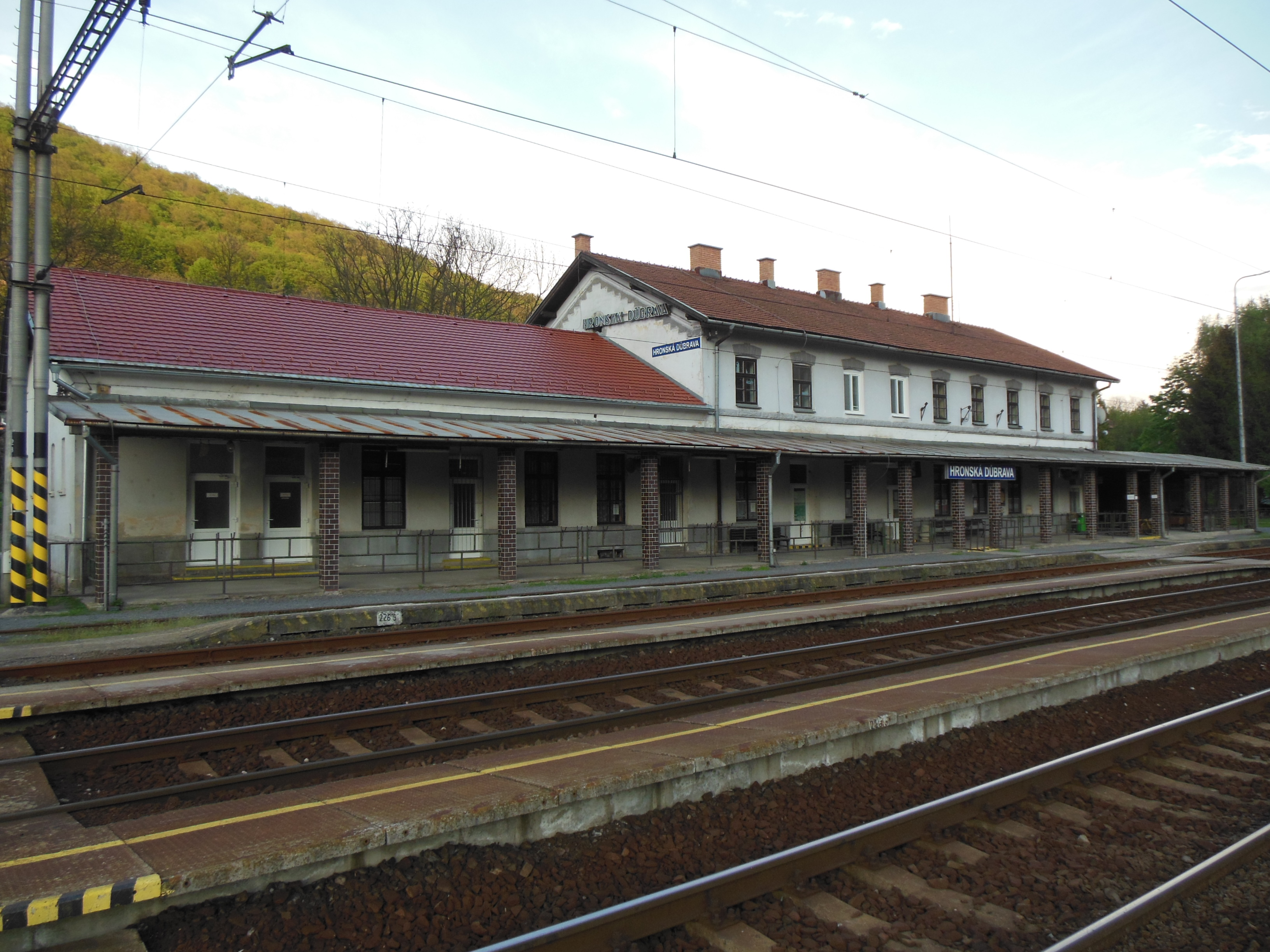
Bahnhof Hronská Dúbrava
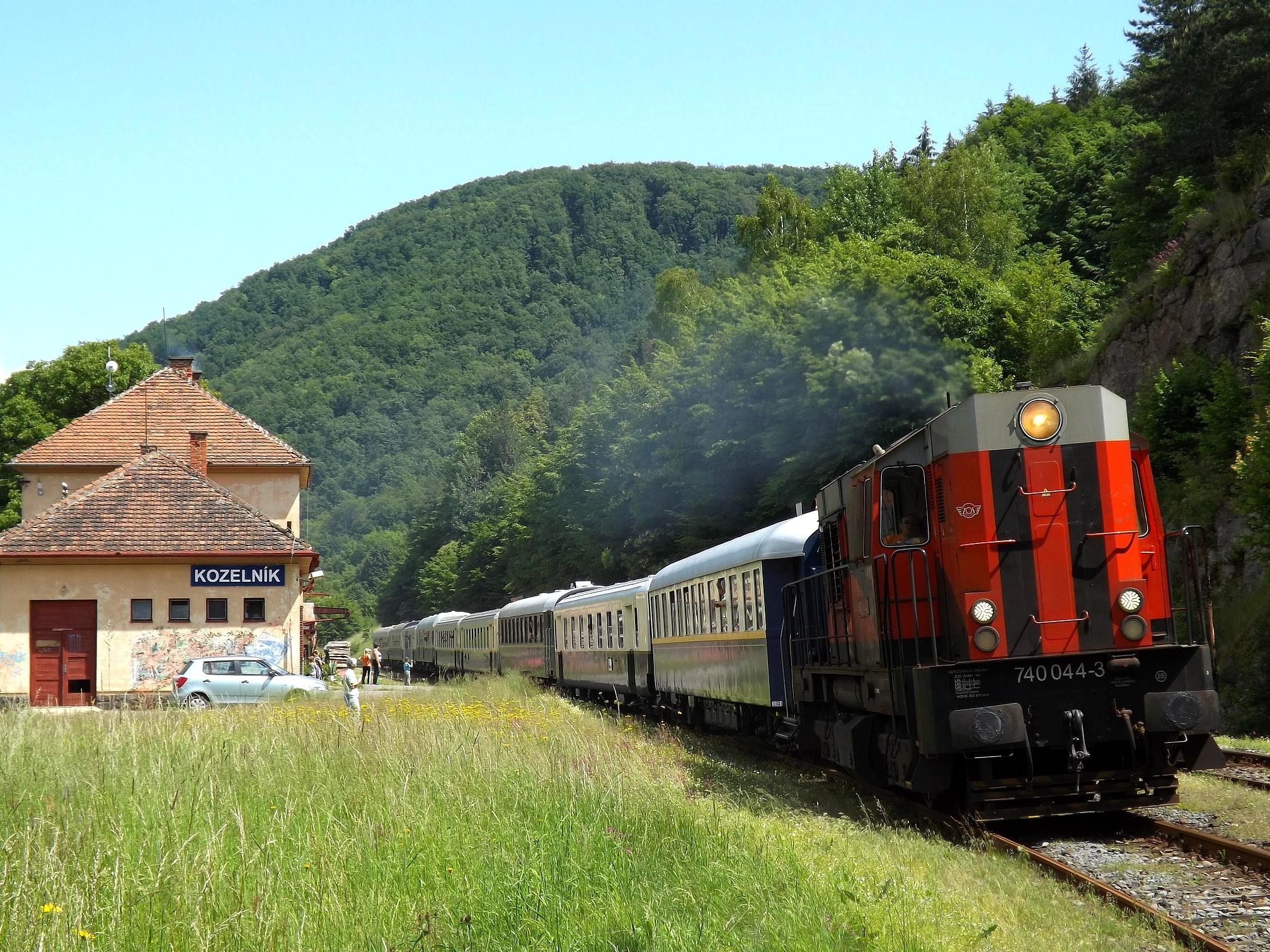
Sonderzug von Budapest nach Banská Štiavnica durchfahrt in Bahnhof Kozelník am 8. Juni 2013.